# Каро (Мічиган)
Каро (англ. Caro) — місто (англ. city) в США, в окрузі Тускола штату Мічиган. Населення — 4328 осіб (2020).

## Географія
Каро розташоване за координатами 43°29′21″ пн. ш. 83°24′6″ зх. д. / 43.48917° пн. ш. 83.40167° зх. д. (43.489303, -83.401744).  За даними Бюро перепису населення США в 2010 році місто мало площу 7,26 км², з яких 7,22 км² — суходіл та 0,03 км² — водойми.

## Демографія
Згідно з переписом 2010 року, у селищі мешкало 4229 осіб у 1777 домогосподарствах у складі 1015 родин. Густота населення становила 583 особи/км².  Було 1987 помешкань (274/км²).
Расовий склад населення:
| - 95,5 % — білих - 0,8 % — азіатів - 0,7 % — чорних або афроамериканців - 0,4 % — корінних американців - 1,2 % — осіб інших рас |

До двох чи більше рас належало 1,5 %. Частка іспаномовних становила 5,3 % від усіх жителів.
За віковим діапазоном населення розподілялося таким чином: 21,8 % — особи молодші 18 років, 59,4 % — особи у віці 18—64 років, 18,8 % — особи у віці 65 років та старші. Медіана віку мешканця становила 39,6 року. На 100 осіб жіночої статі у селищі припадало 86,3 чоловіків;  на 100 жінок у віці від 18 років та старших — 84,2 чоловіків також старших 18 років.
Середній дохід на одне домашнє господарство  становив 48 030 доларів США (медіана — 34 388), а середній дохід на одну сім'ю — 60 758 доларів (медіана — 45 700). Медіана доходів становила 35 873 долари для чоловіків та 29 856 доларів для жінок. За межею бідності перебувало 17,1 % осіб, у тому числі 19,5 % дітей у віці до 18 років та 18,1 % осіб у віці 65 років та старших.
Цивільне працевлаштоване населення становило 1723 особи. Основні галузі зайнятості: освіта, охорона здоров'я та соціальна допомога — 32,7 %, виробництво — 13,6 %, роздрібна торгівля — 12,5 %.